# Благовещенський заказник
Благовещенський заказник - державний природний комплексний заказник крайового значення, розташований на території Благовіщенського і Табунського районів, а також міста Славгорода Алтайського краю. Створений з метою екологічного балансу регіону, збереження місць проживання тварин і рослин, а також охорони найважливіших шляхів міграції птахів і місць їх гніздування. Територією, що охороняється оголошений відповідно до постанови адміністрації Алтайського краю від 04.05.1975 № 164.

## Географія
Заказник розташовується на Кулундинской рівнині, в найбільш низькій її частині, включаючи прибережну смугу акваторії озера Кулундинское і озерні тераси північно-східного узбережжя.
Територія заказника включає дві ділянки. Перший — 167,86 км², другий-52,72 км².
На території заказника знаходиться Кулундинская улоговина. Абсолютні позначки цієї частини рівнини коливаються в середньому близько 115-110 м. 
Річкова мережа сильно розріджена. Найбільші річки живлять прісною водою гірко-солоні степові озера: річка Кулунда — озеро Кулундинское, Річка Кучук — озеро Кучукское.

## Тваринний світ
У заказнику мешкають рідкісні і зникаючі види птахів: журавель-беладона, ходулочник, шилоклювка, чорноголовий реготун.
Живуть тварини такі, як: лось, сарна, Борсук, лисиця, корсак, заєць-біляк, заєць-русак, тхір степовий, горностай, ондатра, сірий гусак, сіра Чапля, Лебідь-шипун.